# Zeeland op het Regio Songfestival
Zeeland is een Nederlandse provincie en kan hierdoor deelnemen aan het Regio Songfestival.
De provincie neemt al deel aan het festival sinds de start ervan in 2023 en heeft sindsdien aan alle edities deelgenomen. De Zeeuwse inzending wordt afwisselend geselecteerd door middel van een preselectie en een interne keuze.

## Geschiedenis
In 2023 werd het eerste Regio Songfestival georganiseerd in Utrecht. De eerste deelnemer voor Zeeland werd Smaakstof, met het liedje Nacht van de nacht. De groep wist in de preselectie de overige zeven finalisten te verslaan. In Utrecht verging het Zeeland niet zo goed. Toen de punten van de regionale jury's binnenkwamen, kreeg Zeeland voornamelijk laaggemiddelde punten. Van het publiek kwamen er ook maar weinig punten bij waardoor Smaakstof namens Zeeland net buiten de top 10 strandde.
In 2024 werd het Regio Songfestival in Limburg georganiseerd. Na het tegenvallende resultaat in de vorige editie besliste Omroep Zeeland om het voor een andere boeg te gooien. Rapper Cycz werd intern gekozen als Zeeuwse kandidaat, maar het lied waarmee ze naar Maastricht zou trekken zou pas later bepaald worden. Deze keuze viel uiteindelijk op Oceaan. Op het eigenlijke festival kwam Zeeland als vierde aan de beurt. Ook ditmaal viel de Zeeuwse inzending niet in de smaak van de jury's. Zeeland kreeg slechts 40 punten, waarvan zes punten uit Gelderland het hoogste waren, en eindigde hiermee laatste bij de jury's. Het publiek vond Cycz' lied echter wel goed en beloonde de rapper met 52 punten en een vijfde plaats. Gecombineerd leverde dit een negende plaats op voor Cycz en een eerste top 10 notering voor Zeeland.

## Zeeuwse deelnames
| Jaar | Artiest                   | Lied               | Plaats | Punten | Taal       |
| ---- | ------------------------- | ------------------ | ------ | ------ | ---------- |
| 2023 | Smaakstof                 | Nacht van de nacht | 11     | 78     | Nederlands |
| 2024 | Cycz                      | Oceaan             | 9      | 92     | Nederlands |
| 2025 | Tarzan & The Beachwaiters | Buitenbenen        |        |        | Nederlands |

| Kleur | Betekenis      |
| ----- | -------------- |
|       | Eerste plaats  |
|       | Tweede plaats  |
|       | Derde plaats   |
|       | Laatste plaats |
|       | Gastprovincie  |

## Twaalf punten
(Een vetgedrukte editie betekent dat die regio die editie won.)
| Twaalf punten gegeven aan: \| Aantal \| Land \| Edities \| \| ------ \| ------------- \| ------- \| \| 1 \| Groningen \| 2023 \| \| 1 \| Noord-Holland \| 2024 \| |               |         |
| Aantal | Land          | Edities |
| 1 | Groningen     | 2023    |
| 1 | Noord-Holland | 2024    |

Drenthe · Flevoland · Friesland · Gelderland · Groningen · Limburg · Noord-Brabant · Noord-Holland · Overijssel · Rijnmond · Utrecht · West · Zeeland